# توبیاس مایر
توبیاس مایر (انگلیسی: Tobias Mayer؛ ۱۷ فوریهٔ ۱۷۲۳ – ۲۰ فوریهٔ ۱۷۶۲) یک دانشمند اهل آلمان بود.